# Amblypodia viviana
Amblypodia viviana är en fjärilsart som beskrevs av Johannes Karl Max Röber 1887. Amblypodia viviana ingår i släktet Amblypodia och familjen juvelvingar. Inga underarter finns listade i Catalogue of Life.